# Petrota (Orestiada)
Petrota (griechisch Πετρωτά (n. pl.)) ist ein Dorf der Gemeinde Orestiada im Regionalbezirk Evros im Nordosten Griechenlands und grenzt an Bulgarien. Petrota liegt auf einer Höhe von 225 m. Als Nachbardörfer gelten Pentalofos und Ormenio.

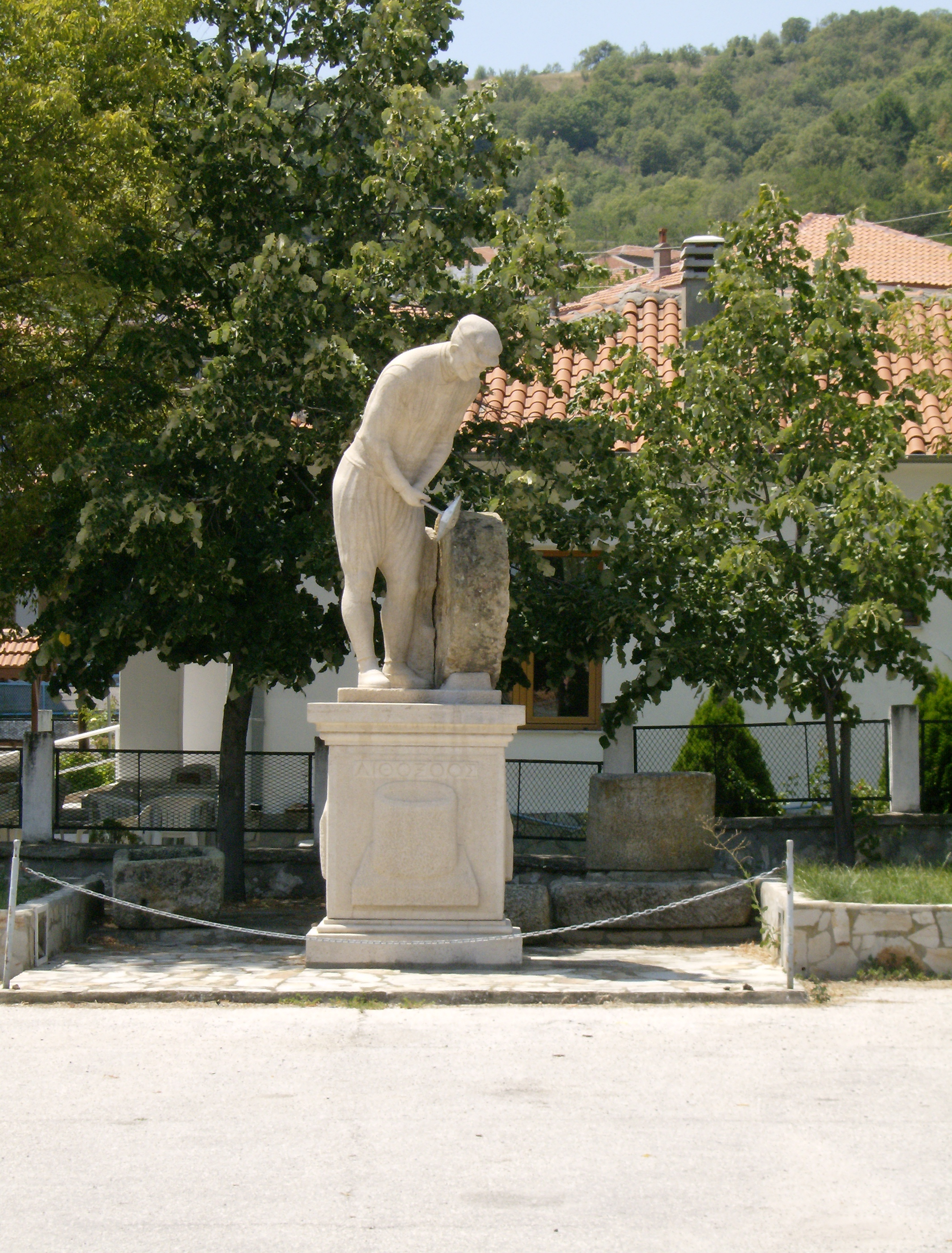
Steinmetz-Denkmal im Zentrum von Petrota

## Geschichte
Gegründet wurde Petrota vermutlich 1531 von Griechen, die 1530 aus Epirus und Malta einwanderten. Diese waren laut Überlieferungen hervorragende Brückenbauer.
Der Name Petrota ist vermutlich auf das große Vorkommen an Gestein zurückzuführen. Der frühere Name Karaba bedeutet schwarzer Weinberg.
Das Dorf hatte eine hölzerne Bockwindmühle.
In der Hochphase hatte Petrota 2000–3000 Einwohner. Die Einwohnerzahl lag im Jahr 1961 bei 1510 Einwohnern. Im Jahr 1981 hatte das Dorf 617 Einwohner. Im Jahr 2011 waren es noch 270 Einwohner.

### Tradition
Ein sehr alter, traditioneller Brauch des Dorfes ist der des „Königs“ (Βασιλιάς). Der Brauch wird auch in der heutigen Zeit praktiziert. Wie in vielen griechischen Dörfern üblich, trugen die Bewohner von Petrota traditionelle Trachten.

### Diaspora
Die ersten Dorfbewohner erreichten Stuttgart und die umliegenden Gebiete als Gastarbeiter um das Jahr 1958 herum. In den 1970er-Jahren wanderten die Einwohner des Dorfes vermehrt nach Westeuropa – insbesondere nach Deutschland – aus. Im Jahr 1981 wurde in Stuttgart der Kultur-Verein Petrota Evrou Stuttgart und Umgebung e.V. gegründet.

## Steinbruch
Die Steinbrüche in der Region lieferten zum Teil das Material für den Bau der Old Bridge in Swilengrad.
Das Dorf hat ein kleines Steinmuseum, in dem z. B. alte Mühlensteine ausgestellt werden.
Aufgrund der Zeolith-Vorkommen in der Region wurde im Jahr 2017 das Unternehmen Ζεόλιθος Πετρωτών Α.Β.Ε.Ε. « ο Λιθοξόος » gegründet. Gesellschafter sind ausschließlich aus Petrota stammende Personen, die im In- oder Ausland leben. Ein Ziel des Unternehmens ist die wirtschaftliche Stärkung der Region. Der Abbau des Zeoliths startete im Jahr 2021.